# Карпиноне
Карпиноне (итал. Carpinone) — коммуна в Италии, располагается в регионе Молизе, в провинции Изерния.
Население составляет 1254 человека (2008 г.), плотность населения составляет 39 чел./км². Занимает площадь 32 км². Почтовый индекс — 86093. Телефонный код — 0865.
Покровителями коммуны почитаются святой Иосиф Обручник, празднование 17 марта, и San Rocco.

## Демография
Динамика населения:

## Администрация коммуны
- Официальный сайт: http://www.comune.carpinone.is.it/